# C4A
C4A‏ (Complement C4A (Rodgers blood group)) هوَ بروتين يُشَفر بواسطة جين C4A في الإنسان.

## الوظيفة
يُشفِّر هذا الجين الشكل الحمضي لعامل المتمم 4، وهو جزء من مسار التنشيط الكلاسيكي. يُعبَّر عن هذا البروتين كسلف سلسلة مفردة، يُقسَّم بروتينيًا إلى ثلاثي من سلاسل ألفا وبيتا وجاما قبل الإفراز. يُوفِّر الثلاثي سطحًا للتفاعل بين مُركَّب المستضد-الجسم المضاد ومكونات المتمم الأخرى. قد تُقسَّم سلسلة ألفا لإطلاق سمّ الأنافيلاتوكسين C4، وهو وسيط للالتهاب الموضعي. يرتبط نقص هذا البروتين بالذئبة الحمامية الجهازية وداء السكري من النوع الأول. وقد أظهر الإنتاج الزائد الناتج عن عدد نسخ أعلى من المعدل الطبيعي احتمالية عالية لعلاقة سببية بالفصام والاضطراب ثنائي القطب مع الذهان، مما قد يُفسِّر الطبيعة الوراثية لهذه الأمراض. يتمركز هذا الجين في موضع RCCX ضمن منطقة معقد التوافق النسيجي الرئيسي (MHC) من الفئة الثالثة على الكروموسوم 6. توجد أنماط وراثية مختلفة لهذه المجموعة الجينية، بحيث قد يكون لدى الأفراد نسخة واحدة أو نسختين أو ثلاث نسخ من هذا الجين. كل نسخة من الجين، بسبب خمسة استبدالات نيوكليوتيدات متجاورة تسبب أربعة تغيرات في الأحماض الأمينية وخلل وظيفي مناعي، يمكن أن تكون من نوعين: C4A وC4B. يحتوي كل جين على 41 إكسون وله اختلاف ثنائي في الحجم بين حوالي 22 كيلو قاعدة و16 كيلو قاعدة، مع كون المتغير الأطول نتيجة لدمج الفيروس الرجعي الداخلي HERV-K(C4) في الإنترون 9.